# Glaucocharis dialitha
Glaucocharis dialitha là một loài bướm đêm trong họ Crambidae.